# Eugenia (inslagkrater)
Eugenia is een inslagkrater op de planeet Venus. Eugenia werd in 1997 genoemd naar Eugenia, een Griekse meisjesnaam.
De krater heeft een diameter van 6 kilometer en bevindt zich in het quadrangle Snegurochka Planitia (V-1).